# Чернова, Мария Петровна
Мария Петровна Чернова (20 декабря 1924 года — 23 июля 2010 года) — доярка совхоза «Доскино» Кстовского района Горьковской области. Герой Социалистического Труда (1966), награждена двумя орденами Ленина (1966, 1975) и медалями.

## Биография
Родилась 20 декабря 1924 года в селе Учуево-Майдан, ныне Починковского района Нижегородской области в крестьянской семье. После окончания начальной школы в 1938 году начала работать на Горьковском автомобильном заводе имени В. М. Молотова. Когда началась Великая Отечественная война Марии Черновой не было ещё семнадцати лет. После смерти мамы и ухода отца на фронт Мария вернулась в родное село Учуево-Майдан к своим братьям и сёстрам. В 1944 году устроилась работать дояркой на ферму подсобного хозяйства автозавода, с 1965 года после слияния подсобного хозяйства с совхозом «Доскино» Кстовского района Мария Петровна была старшей дояркой.
Мария Петровна Чернова — была мастером машинного доения первого класса, средние надои на корову — до 4,5 тысяч литров молока, участница Выставки достижений народного хозяйства СССР, за что награждена золотой и серебряной медалями ВДНХ.
За успехи в развитии животноводства и увеличении производства молока в семилетнем плане (1959—1965) и проявленную трудовую доблесть Чернова Мария Петровна была удостоена в 1966 году звания Героя Социалистического Труда с вручением ордена Ленина и золотой медали «Серп и Молот». В 1975 году была награждена вторым орденом Ленина.
Мария Петровна была депутатом Автозаводского районного Совета депутатов трудящихся.
На пенсии М. П. Чернова проживала в совхозе Доскино.
Скончалась 23 июля 2010 года, похоронена на Доскинском (Горбатовском) кладбище города Нижнего Новгорода.

## Награды
- Герой Социалистического Труда (22.03.1966);
- Два ордена Ленина (22.03.1966; 10.02.1975);
- Золотая медаль ВДНХ;
- Серебряная медаль ВДНХ;
- медали.